# مجذوب علي شاه
مجذوب علي شاه (ت. نحو 1236 هـ) هو شاعر ومتصوف ، من أهل همدان.
هو محمد جعفر خان بن صفر خان بن عبد الله بيگ قره گوزلو الهمداني، المعروف بكبودر آهنگي، والملقب بمجذوب علي شاه، والمشتهر بمجذوب. كان من أهل همدان، انتقل منها إلى اصفهان لطلب العلم، ثم انتقل إلى كاشان وتتلمذ لدى الملا مهدي النراقي ، وبعدها أقام باصفهان وتصوف بها على نور علي شاه، ثم أصبح من مشايخ الطريقة النعمة الهية. توفي في تبريز سنة 1236 هـ، وقيل سنة 1238 هـ، وقيل سنة 1239 هـ.

## آثاره
له: «اثبات النبوة الخاصة» و «مرآة الحق» و «مراحل السالكين» و ديوان شعر.